# تاتسویا ناگامینه
تاتسویا ناگامینه (انگلیسی: Tatsuya Nagamine; کارگردان پویانمایی اهل ژاپن است.